# Marcin Mikołajewicz
Marcin Mikołajewicz (ur. 22 października 1982) – polski futsalista, zawodnik z pola, były reprezentant Polski w futsalu, występuje obecnie w Futsal Świecie. Również piłkarz plażowy.
Mikołajewicz swoją karierę rozpoczynał w Tacho Toruń, a w swojej karierze był również zawodnikiem Hurtapu Łęczyca, Marwitu Toruń oraz Pogoni 04 Szczecin. W barwach klubu ze Szczecina zdobył tytuł Wicemistrza Polski w sezonie 2013/2014 oraz tytuł najlepszego zawodnika ekstraklasy w sezonie 2012/2013. W sumie dla szczecińskiego klubu zdobył 83. bramki. 
Przed sezonem 2014/2015, zdecydował się na powrót do Torunia i dołączenie do pierwszoligowego FC Toruń, z którym w tym samym sezonie awansował do ekstraklasy i został królem strzelców I ligi. W sezonie 2015/2016 wraz z FC Toruń zajął 5 miejsce w Futsal Ekstraklasie, z dorobkiem 26 goli zajął drugie miejsce w klasyfikacji strzelców. W sezonie 2016/2017, jako kapitan zdobył z drużyną z Torunia brązowy medal Mistrzostw Polski, oraz zdobył koronę króla strzelców z dorobkiem 31 bramek, został również wybrany najlepszym zawodnikiem ligi.
W sezonie 2017/2018, wraz z kolegami z zespołu obronił brązowy medal Mistrzostw Polski oraz po raz drugi został królem strzelców z dorobkiem 34 trafień. Również w tym sezonie wraz z Reprezentacją wziął udział w Mistrzostwach Europy, które rozgrywane były w słoweńskiej Lublanie. W następnym sezonie, FC Toruń z Mikołajewiczem w składzie zdobyło tytuł wicemistrza Polski.
2 lutego 2019 roku zakończył karierę reprezentacyjną, po raz ostatni w barwach narodowych wystąpił w Opolu podczas meczu towarzyskiego z Rosją.

## Osiągnięcia
Drużynowe
- 2-krotny wicemistrz Polski (2013/2014, 2018/2019)
- 2-krotny brązowy medalista mistrzostw Polski (2016/2017, 2017/2018)

Indywidualne
- MVP:
  - Futsal Ekstraklasa (2012/2013, 2016/2017)
- Król strzelców:
  - I liga (2014/2015)
  - Futsal Ekstraklasa (2016/2017, 2017/2018)

Reprezentacja
- Uczestnik mistrzostw Europy (2018)